# Liste bekannter Leibärzte
Leibärzte befanden sich schon seit der Antike in einer hervorgehobenen und verantwortungsvollen Position. Sie waren aber nicht immer nur für das Wohlergehen ihrer Anvertrauten zuständig, sondern beeinflussten durch ihre Sonderposition so manches Mal auch die Tages-, Gesellschafts- oder Familienpolitik. Auch an Intrigen waren sie nicht immer unbeteiligt, und manchen haftete gar der Vorwurf eines Giftmordes an. Die Leibärzte wurden meist hoch dotiert und geehrt, aber im negativen Fall durchaus auch mit Entlassung, Verbannung, Kerkerhaft, Folter, Verstümmelung oder dem Tode bestraft. Dabei gab es fallweise auch den einen oder anderen Scharlatan unter ihnen. Ab dem Spätmittelalter übernahmen aber dann meist höchst qualifizierte und vielseitig ausgebildete Persönlichkeiten diese Position.

## Auswahl bekannter Leibärzte (chronologisch)
Die folgende Übersicht führt, nach Geburtsjahr gestaffelt, Leibärzte auf, die in der Wikipedia bereits näher beschrieben oder erwähnt sind:

### Antike
| Bild | Name des Leibarztes       | Lebensdaten                             | Stellung                                                       | Betreute Person(en)                                          |
| ---- | ------------------------- | --------------------------------------- | -------------------------------------------------------------- | ------------------------------------------------------------ |
|      | Arad-Nana                 | 7. Jhdt. v. Chr.                        | Leibarzt am mesopotamischen Hof                                | Asarhaddon                                                   |
|      | Demokedes                 | Ende 6. Jhdt. – Anfang 5. Jhdt. v. Chr. | Arzt und Politiker aus Crotone in Kalabrien                    | Tyrannis von Samos Polykrates und Perserkönig Dareios I.     |
|      | Ktesias von Knidos        | Ende 5. Jhdt. – Anfang 4. Jhdt. v. Chr. | Griechischer Geschichtsschreiber und Arzt                      | Großkönig Artaxerxes II.                                     |
|      | Philistion von Lokroi     | um 427 v. Chr. – 347 v. Chr.            | Griechischer Arzt aus Lokroi Epizephyrioi, Zeitgenosse Platons | Tyrann Dionysios II. von Syrakus                             |
|      | Krateuas                  | um 100 v. Chr.                          | Griechischer Arzt und Pflanzenkundler                          | König Mithridates VI. von Pontos                             |
|      | Antonius Musa             | um 50 v. Chr.                           | Badearzt und Pflanzenkundler                                   | Kaiser Augustus                                              |
|      | Gaius Stertinius Xenophon | 10 v. Chr. – 54 n. Chr.                 | Römischer Mediziner                                            | Kaiser Claudius                                              |
|      | Euphorbus                 | 1. Jhdt. n. Chr.                        | Griechischer Arzt                                              | König Juba II. von Mauretanien                               |
|      | Andromachos der Ältere    | 1. Jhdt. n. Chr.                        | Griechischer Arzt                                              | Kaiser Nero                                                  |
|      | Galen                     | 129–216                                 | Griechischer Arzt und Anatom                                   | Kaiser Mark Aurel, Kaisersohn Commodus und Septimius Severus |
|      | Pantaleon                 | um 250 – 305                            | Arzt und Märtyrer                                              | Kaiser Maximian                                              |
|      | Oreibasios                | um 325 – 403                            | Spätantiker Arzt und Medizinhistoriker                         | Kaiser Julian                                                |

### Mittelalter bis 1400
| Bild | Name des Leibarztes                        | Lebensdaten                    | Stellung                                                                                                  | Betreute Person(en)                                                                                                |
| ---- | ------------------------------------------ | ------------------------------ | --- | --- |
|      | Burzoe                                     | 6. Jhdt.                       | Gelehrter an der Akademie von Gundischapur                                                                | Schah Chosrau I.                                                                                                   |
|      | Gabriel von Schiggar                       | Ende 6. Jhdt. – Mitte 7. Jhdt. | Arzt im Sassanidenreich                                                                                   | Großkönig Chosrau II.                                                                                              |
|      | Yuthog Nyingma Yönten Gönpo                | 708–833                        | Mönch und Gründer des ersten Instituts für tibetische Medizin                                             | König von Tibet Thrisong Detsen                                                                                    |
|      | Isḥāq IbnʿImrān                            | 10. Jahrhundert                | Begründer der Kairouaner Ärzteschule; Vorgänger von Isaak ben Salomon Israeli                             | Ziyadat Allah III.                                                                                                 |
|      | Isaak ben Salomon Israeli (= Issak Judäus) | 10. Jahrhundert                | Jüdischer Arzt und Philosoph                                                                              | Ziyadat Allah III., ʿAbd Allāh al-Mahdī                                                                            |
|      | Avicenna                                   | 980–1037                       | Persischer Arzt, Physiker, Philosoph, Jurist, Mathematiker, Astronom und Alchemist                        | Emir von Isfahan                                                                                                   |
|      | Petrus Alfonsi                             | 1057–1130                      | Jüdisch-christlicher spanischer Arzt und Theologe                                                         | König Alfons I. von Aragon                                                                                         |
|      | Ibn Tufail                                 | 1110–1185                      | Arabisch-Andalusischer Philosoph, Astronom, Arzt, Mathematiker und Sufi                                   | Almohadenherrscher Abu Yaqub Yusuf I.                                                                              |
|      | Averroes                                   | 1126–1198                      | andalusischer Philosoph und Arzt                                                                          | Kalif Abu Yaqub Yusuf I., ab 1182                                                                                  |
|      | Maimonides                                 | vor 1138–1204                  | Jüdischer Philosoph, Arzt und Jurist                                                                      | Sultan Saladin |
|      | Petrus Hispanus                            | 1205–1277                      | Portugiesischer Philosoph und Mediziner, Papst                                                            | Päpste Hadrian V. und Gregor X.                                                                                    |
|      | Ibn an-Nafis                               | vor 1213–1288                  | Syrischer Universalgelehrter                                                                              | Sultan Baibars I.                                                                                                  |
|      | Campanus von Novara                        | um 1220–1296                   | Italienischer Astronom, Mathematiker und Arzt                                                             | Päpste Urban IV. bis Bonifaz VIII.                                                                                 |
|      | Simon von Genua                            | 13. Jahrhundert                | Italienischer Arzt und Autor                                                                              | Papst Nikolaus IV.                                                                                                 |
|      | Arnaldus de Villanova                      | um 1235–1311                   | Spanischer scholastischer Arzt, Chemiker, Pharmazeut, Tempelritter und Rektor der Universität Montpellier | Papst Clemens V.                                                                                                   |
|      | Landulf von Mailand                        | um 1245 – vor 1301             | Bischof von Brixen und Mediziner                                                                          | König Adolf von Nassau                                                                                             |
|      | Peter von Aspelt                           | 1245–1320                      | Arzt und Bischof von Basel und Erzbischof von Mainz                                                       | König Rudolf von Habsburg                                                                                          |
|      | Guglielmo da Brescia                       | 1250–1326                      | Medizinprofessor in Padua und Bologna                                                                     | Papst Bonifatius VIII.                                                                                             |
|      | Henri de Mondeville                        | um 1260 – um 1328              | Französischer Anatom, Leibwundarzt und Deontologe                                                         | König Philipp IV. der Schöne von Frankreich                                                                        |
|      | Marsilius von Padua                        | vor 1290–1342/43               | Mediziner und Staatstheoretiker                                                                           | Kaiser Ludwig der Bayer                                                                                            |
|      | Johannes II. Hake                          | um 1280–1349                   | Bischof von Verden und Bischof von Freising sowie Mediziner                                               | Erzbischof Balduin von Luxemburg, König Johann von Böhmen sowie Kaiser Ludwig IV. und Papst Benedikt XII.          |
|      | Guido da Vigevano                          | um 1280 – um 1349              | Arzt und Erfinder von Streitwagen                                                                         | Königin und Ehefrau von Philipp dem Schönen Johanna I. von Frankreich                                              |
|      | Guy de Chauliac                            | 1298–1368                      | Chirurg, Medizinschriftsteller und Kanoniker                                                              | Päpste Urban V., Clemens VI. und Innozenz VI.                                                                      |
|      | Guillaume de Harsigny                      | um 1300–1393                   | Französischer Pestarzt                                                                                    | Feudalherr Enguerrand VII. de Coucy                                                                                |
|      | Gallus von Prag (auch Gallus von Strahov)  | Anfang 14. Jh. – nach 1378     | Böhmischer Vikar, kaiserlicher Rat, Arzt und Medizinschriftsteller                                        | Kaiser Karl IV. und König Wenzel                                                                                   |
|      | Siegmund Albich                            | 1360–1427                      | Erzbischof von Prag und Mediziner                                                                         | König Wenzel IV. von Böhmen                                                                                        |
|      | Ugo Benzi                                  | 1376–1439                      | Italienischer Philosoph, Theologe und Mediziner                                                           | Herzog Niccolò III. d’Este                                                                                         |
|      | Amplonius Rating de Berka                  | 1363–1435                      | Deutscher Wissenschaftler und Arzt                                                                        | Erzbischöfe Friedrich III. von Saarwerden, Johann II. von Nassau und Dietrich II. von Moers sowie Kaiser Sigismund |
|      | Peter von Ulm                              | um 1390 – nach 1434            | aus Oberschwaben stammender Arzt, Stadtarzt sowie Verfasser eines chirurgischen Handbuchs                 | ab 1423 Pfalzgraf Ludwig III. bei Rhein in Heidelberg                                                              |
|      | Johannes Hartlieb                          | um 1400–1468                   | Arzt, Hofdichter und Übersetzer                                                                           | Wittelsbacher |

### 1401 bis 1500
| Bild | Name des Leibarztes                       | Lebensdaten              | Stellung                                                                             | Betreute Person(en)                                                                                           |
| ---- | ----------------------------------------- | ------------------------ | ------------------------------------------------------------------------------------ | --- |
|      | Nicolaus Pistoris                         | 1411–1471                | Mediziner und Bürgermeister von Leipzig                                              | Kurfürst Ernst von Sachsen sowie Herzog Albrecht der Beherzte von Sachsen                                     |
|      | Heinrich Steinhöwel                       | 1412–1482                | Frühhumanistischer Übersetzer, Schriftsteller und Arzt                               | Herzog Eberhard I. von Württemberg                                                                            |
|      | Heinrich Zollner                          | um 1415–1474             | Nürnberger Arzt, Chorherr und Priester                                               | Ludwig IX., Herzog von Bayern-Landshut                                                                        |
|      | Johannes Matthias Tiberinus               | um 1420–1500             | Italienischer Mediziner und humanistischer Literat                                   | Bischof Johannes Hinderbach von Trient                                                                        |
|      | Lukas Scheltz                             | um 1420–1476             | Stadtphysicus von Heilbronn                                                          | Graf Eberhard I. von Württemberg                                                                              |
|      | Johann Wonnecke von Kaub                  | um 1430 – 1503 oder 1504 | Deutscher Arzt, Stadtarzt und Botaniker                                              | Mainzer Hof und Pfalzgraf Friedrich der Siegreiche in Heidelberg                                              |
|      | Burkhard von Horneck                      | 1433–1522                | Stadtphysicus in Heilbronn, Arzt in Würzburg, Konstanz und danach wieder in Würzburg | Kaiser Friedrich III., Herzog Siegmund von Tirol in Innsbruck und Lorenz von Bibra, Fürstbischof von Würzburg |
|      | Johann Fink                               | um 1440–nach 1505        | Stadtphysicus von Amberg, Arzt in Würzburg, Eichstätt, Landshut                      | Fürstbischof Wilhelm von Reichenau, Gabriel von Eyb und Herzog Georg von Bayern                               |
|      | Hartmann Schedel                          | 1440–1514                | Arzt, Humanist und Historiker                                                        | Kurfürst Friedrich II. von Brandenburg                                                                        |
|      | Johannes Widmann                          | 1444–1524                | Mediziner                                                                            | Herzog Ulrich von Württemberg                                                                                 |
|      | Wenzeslaus Brack                          | um 1450–1495             | Meißener Frühhumanist und Arzt                                                       | Kaiser Friedrich III. und Erzbischof Leonhard von Keutschach                                                  |
|      | Jacob ben Jechiel Loans                   | um 1450–1506             | Jüdischer Arzt und Hebräischlehrer                                                   | Kaiser Friedrich III.                                                                                         |
|      | Giovanni da Vigo                          | um 1450–1525             | Italienischer Wundarzt                                                               | Papst Julius II.                                                                                              |
|      | Simon Pistoris der Ältere                 | 1453–1523                | Universitätsprofessor in Leipzig                                                     | Kurfürst Joachim I. von Brandenburg                                                                           |
|      | Martin Pollich                            | um 1455–1513             | Philosoph, Mediziner, Theologe und Gründungsrektor der Universität Wittenberg        | Kurfürst Friedrich II. der Weise von Sachsen                                                                  |
|      | Jehuda ben Isaak Abravanel                | 1460–1521                | Portugiesischer jüdischer Philosoph, Arzt und Dichter                                | Königspaar Ferdinand II. von Aragón und Isabella I. von Kastilien sowie König Ferdinand I. von Neapel         |
|      | Peter Burckhard                           | um 1461–1526             | Medizinprofessor in Ingolstadt                                                       | Fürstbischof Gabriel von Eyb                                                                                  |
|      | Wilhelm Kopp                              | um 1461–1532             | Schweizer Mediziner                                                                  | König Franz I. von Frankreich und Erasmus von Rotterdam                                                       |
|      | Johannes Manardus                         | 1462–1536                | Italienischer Medizinprofessor                                                       | König Vladislav II. von Böhmen und Ungarn                                                                     |
|      | Jean Ruel                                 | 1474–1537                | Französischer Humanist, Arzt und Botaniker                                           | König Franz I. von Frankreich                                                                                 |
|      | Heinrich Stromer                          | 1476–1542                | Leipziger Universitätsprofessor, Gründer der Gaststätte Auerbachs Keller             | Herzog Georg der Bärtige von Sachsen, Markgrafen Joachim I. und Albrecht von Brandenburg                      |
|      | Paul Ritz                                 | um 1480 – nach 1542      | Jüdisch-christlicher Philosoph, Kabbalist und Mediziner                              | Kaiser Maximilian I.                                                                                          |
|      | Georg Tannstetter                         | 1482–1535                | Humanist, Astrologe, Astronom und Mediziner                                          | Kaiser Maximilian I., Erzherzog Ferdinand und dessen Kinder                                                   |
|      | Heinrich Cornelius Agrippa von Nettesheim | 1486–1535                | Theologe, Jurist, Arzt und Philosoph                                                 | Luise von Savoyen                                                                                             |
|      | Caspar Lindemann                          | 1486–1536                | Medizinprofessor und Rektor der Universität Wittenberg                               | Kurfürst Friedrich III. der Weise von Sachsen                                                                 |
|      | Francysk Skaryna                          | 1486–1541                | belarussischer Bibelübersetzer und Arzt                                              | Ferdinand I. in seiner Zeit als Römisch-deutscher König                                                       |
|      | Basilius Axt                              | 1486–1558                | Stadtphysicus von Nürnberg                                                           | Herzog Albrecht I. von Brandenburg-Ansbach                                                                    |
|      | Johann Magenbuch                          | 1487–1546                | Stadtphysicus von Nürnberg                                                           | Landgraf Philipp I. von Hessen, Martin Luther und Kaiser Karl V.                                              |
|      | Alban Thorer                              | 1489–1550                | Mediziner, Philologe, Rektor der Universität Basel                                   | Markgraf Ernst von Baden-Durlach                                                                              |
|      | Blasius Grünewald                         | 1490–um 1577             | Gelehrter und kursächsischer Leibarzt                                                | Herzöge Georg der Bärtige, Heinrich von Sachsen, Moritz von Sachsen und Kurfürst August von Sachsen           |
|      | John Chambers                             | 1491–1547                |                                                                                      | König Heinrich VIII. von England                                                                              |
|      | Simone Pasqua                             | 1492–1565                | Kardinal und Mediziner                                                               | Papst Pius IV.                                                                                                |
|      | Augustin Schurff                          | 1495–1548                | Physiker und Mediziner                                                               | Martin Luther und Johann Friedrich I. von Sachsen                                                             |
|      | Stephan Wild                              | 1495–1550                | Syndikus in Wittenberg und Mediziner                                                 | Kurfürst Johann Friedrich I. von Sachsen                                                                      |
|      | Jean François Fernel                      | 1497–1558                | Französischer Anatom und Physiologe                                                  | König Heinrich II. von Frankreich und Caterina de’ Medici                                                     |
|      | Georg Kleinschmidt                        | 1498–1556                | Medizinprofessor                                                                     | Kurfürst Johann Friedrich I. von Sachsen, Herzöge Albrecht VII. von Mecklenburg und Barnim IX. von Pommern    |
|      | Andrés Laguna                             | 1499–1559                | Spanischer Mediziner, Pharmazeutiker, Botaniker und Humanist                         | Papst Julius III.                                                                                             |
|      | Johann Neefe                              | 1499–1574                | Sächsischer Mediziner                                                                | Kurfürsten Moritz von Sachsen und August von Sachsen                                                          |
|      | Johannes Pfeil                            | vor 1500–1544            | Mediziner, Leibarzt und Hochschullehrer                                              | Moritz von Sachsen                                                                                            |
|      | Josse van Lom                             | um 1500 – um 1562        | Burischer Mediziner, Stadtphysicus von Tournai                                       | König Philipp II. von Spanien                                                                                 |

### 1501 bis 1600
| Bild | Name des Leibarztes            | Lebensdaten       | Stellung | Betreute Person(en) |
| ---- | ------------------------------ | ----------------- | --- | --- |
|      | Georg Schett                   | Anfang 1500–1558  | Stadtarzt in Leipzig und Leibarzt                                                                                           | Kurfürst Moritz von Sachsen und Herzog Johann Friedrich I. von Sachsen |
|      | Matthäus Ratzenberger          | 1501–1559         | Arzt und Reformator | Kurfürstin Elisabeth von Dänemark, Norwegen und Schweden und Graf Albrecht VII. von Mansfeld sowie Kurfürst Johann Friedrich I. von Sachsen                                                                                   |
|      | Petrus Andreas Matthiolus      | 1501–1578         | Italienischer Arzt und Botaniker                                                                                            | Erzherzog Ferdinand II. von Tirol und Kaiser Maximilian II. |
|      | Leonhart Fuchs                 | 1501–1566         | Tübinger Botaniker und Mediziner                                                                                            | Markgraf Georg der Fromme von Brandenburg-Ansbach |
|      | Burkhard Mithoff               | 1501–1564         | Leibarzt und Hofrat | Philipp I. (Hessen); Erich I. (Braunschweig-Lüneburg-Calenberg-Göttingen); Erich II. (Braunschweig-Calenberg-Göttingen); Elisabeth von Brandenburg (1510–1558), Georg Ernst (Henneberg-Schleusingen), Poppo XII. zu Henneberg |
|      | Georg Seyfridt der Ältere      | um 1502–um 1545   | aus Sulzfeld am Main, Rektor der Lateinschule in Kitzingen und Arzt, Stadtarzt in Kulmbach                                  | Markgraf Albrecht Alcibiades von Brandenburg-Kulmbach, Markgraf Georg der Fromme von Brandenburg-Ansbach-Kulmbach |
|      | Nostradamus                    | 1503–1566         | Apotheker, Arzt und Astrologe                                                                                               | König Karl IX. (Frankreich) |
|      | Johann Winter von Andernach    | 1505–1574         | Universitätsprofessor, Humanist und Übersetzer                                                                              | König Franz I. von Frankreich und Pfalzgraf Wolfgang von Zweibrücken |
|      | Johannes Sinapius              | 1505–1560         | aus Schweinfurt, Humanist; Lehrer in Heidelberg und Ferrara, u. a. der Olympia Fulvia Morata                                | Fürstbischof Melchior Zobel von Giebelstadt von Würzburg |
|      | Martin Stürmlin                | 1505–1562         | Mediziner in Stuttgart, Stadtphysicus in Esslingen und Reutlingen                                                           | Herzog Christoph (Württemberg) von Stuttgart |
|      | Gisbert Longolius              | 1507–1543         | Niederrheinischer Humanist und Mediziner                                                                                    | Erzbischof Hermann V. von Wied |
|      | Guillaume Rondelet             | 1507–1566         | Französischer Naturforscher und Arzt                                                                                        | Kardinal François II. de Tournon |
|      | Gemma R. Frisius               | 1508–1555         | Mediziner, Astronom, Mathematiker, Kartograf und Instrumentenbauer                                                          | Kaiser Karl V. |
|      | John Caius                     | 1510–1573         | Anatom und Hofarzt | Maria I. und Elisabeth I. von England |
|      | Georg Forster                  | 1510–1568         | Deutscher Arzt und Komponist                                                                                                | Pfalzgraf Wolfgang von Pfalz-Zweibrücken |
|      | Michael Servetus               | 1511–1553         | Spanischer Arzt und unitarischer Theologe                                                                                   | Erzbischof Pierre Paulmier von Vienne |
|      | Jacob Bording                  | 1511–1560         | Flämischer Mediziner, Professor in Rostock                                                                                  | Herzog Heinrich V. von Mecklenburg-Schwerin und König Christian III. von Dänemark und Norwegen |
|      | Andrea Camuzio                 | um 1512–1587      | Schweizer Arzt und Hochschullehrer                                                                                          | Kaiser Maximilian II. |
|      | Andreas Aurifaber              | 1514–1559         | Arzt und Physiker | Herzog Albrecht I. von Brandenburg-Ansbach |
|      | Andreas Vesalius               | 1514–1564         | Flämischer Anatom; dessen Großvater war bereits Leibarzt der früh verstorbenen Maria von Burgund, der Gattin Maximilians I. | am Hofe von Kaiser Karl V. |
|      | Wolfgang Lazius                | 1514–1565         | Medizinprofessor, Humanist und Kartograph                                                                                   | Kaiser Ferdinand I. |
|      | Caspar Neefe                   | 1514–1579         | Mediziner, Hochschullehrer und Leibarzt                                                                                     | Kurfürst August von Sachsen |
|      | Francisco Hernandez de Toledo  | 1514–1587         | Spanischer Arzt und Botaniker                                                                                               | König Philipp II. von Spanien |
|      | Johann Weyer                   | 1515–1588         | Niederländischer Arzt und Gegner der Hexenverfolgung                                                                        | Herzog Wilhelm der Reiche von Jülich-Kleve-Berg |
|      | Giorgio Biandrata              | 1516–1588         | Piemontesischer Arzt und Begründer der unitarischen Kirchen in Polen und Siebenbürgen                                       | Fürst Johann Sigismund Zápolya |
|      | Kaspar Dierbach                | 1518–1559         | Fürstbischöflicher Leibarzt und Kalendermacher                                                                              | Fürstbischof Konrad von Thüngen von Würzburg, Fürstbischof Konrad III. von Bibra von Würzburg, Fürstbischof Melchior Zobel von Giebelstadt von Würzburg                                                                       |
|      | Johann Peter Lotich            | 1518–1560         | aus Schlüchtern | Fürstbischof Melchior Zobel von Giebelstadt von Würzburg |
|      | Johann Crato von Krafftheim    | 1519–1585         | Humanist und Arzt | Kaiser Ferdinand I. und Kaiser Maximilian II. |
|      | Andrea Cesalpino               | 1519–1603         | Philosoph, Botaniker und Physiologe                                                                                         | Papst Clemens VIII. |
|      | Philipp Michel Novenianus      | vor 1520–1579     | Deutscher Mediziner und Schriftsteller                                                                                      | Grafen von Mansfeld |
|      | Christoph Leuschner            | 1521–1575         | Mediziner und kursächsischer Leibarzt                                                                                       | Johann Albrecht I. von Mecklenburg |
|      | Simon Simonius                 | um 1522–1602      | Italienischer Mediziner | Kurfürst August von Sachsen, Kaiser Rudolf II. und König Stephan Báthory von Polen |
|      | Thomas Erastus                 | 1524–1583         | Schweizer reformierter Theologe und Mediziner                                                                               | Grafen von Henneberg und Kurfürst Ottheinrich von der Pfalz |
|      | Reiner Solenander              | 1524–1601         | Balneologe | Herzog Wilhelm der Reiche von Jülich-Kleve-Berg |
|      | Roderigo Lopes                 | 1525–1594         | Jüdisch-portugiesischer Mediziner                                                                                           | Königin Elisabeth I. von England |
|      | Caspar Peucer                  | 1525–1602         | Kirchenreformer, Mathematiker, Astronom, Mediziner und Diplomat                                                             | Kurfürst August von Sachsen |
|      | Peter de Spina I.              | 1526–1569         | Französischer Mediziner und Professor in Aachen                                                                             | König Christian III. von Dänemark und Norwegen |
|      | Jacobus Bergemann              | 1527–1595         | Professor für Griechisch, Mathematik und Medizin an der Universität Frankfurt (Oder)                                        | Kurfürst Joachim II. von Brandenburg |
|      | Johann Hermann                 | 1527–1605         | Medizinprofessor an der Universität Wittenberg                                                                              | Leibarzt der Herzöge von Liegnitz, Brieg und Münsterberg |
|      | Johann Brambach                | 1529–1593         | Mediziner und Leibarzt | Kurfürst August von Sachsen, Kurfürstin Anna von Dänemark, Prinzessin Elisabeth von Sachsen und Kurprinz Alexander von Sachsen                                                                                                |
|      | Paul Fabricius                 | 1529–1589         | Schlesischer Humanist, Mathematiker, Astronom, Botaniker, Geograph und Lyriker                                              | Kaiser Maximilian II. |
|      | Castore Durante                | 1529–1590         | Italienischer Arzt und Botaniker                                                                                            | Papst Sixtus V. |
|      | Severin Göbel der Ältere       | 1530–1612         | Mediziner und Physiker | Philipp I. von Hessen und Albrecht Friedrich von Preußen |
|      | Joachim Strupp                 | 1530–1606         | Stadtphysikus und Augenarzt                                                                                                 | Kurfürst Ludwig VI. von der Pfalz |
|      | Andreas Rosa                   | 1530–1602         | aus Schweinfurt, Dr. med. Wittenberg                                                                                        | Herren von Reuß (Burggrafen von Meißen) |
|      | Girolamo Mercuriale            | 1530–1606         | Italienischer Medizinprofessor                                                                                              | Kaiser Maximilian II. und Großherzog Ferdinand I. von der Toscana |
|      | Leonhard Thurneysser           | 1531–1596         | Wunderdoktor und Alchimist                                                                                                  | Kurfürst Johann Georg von Brandenburg und Bischof Johann II. von Hoya |
|      | Georg Seyfridt der Jüngere     | um 1531–1566      | aus Kitzingen, Stadtarzt in Nördlingen                                                                                      | Markgraf Georg Friedrich I. von Brandenburg-Ansbach-Kulmbach |
|      | Martin Ruland der Ältere       | 1532–1602         | Deutscher Arzt, Alchemist und Gräzist                                                                                       | Pfalzgraf Philipp Ludwig von der Pfalz und Kaiser Rudolf II. |
|      | Paul Luther                    | 1533–1593         | Sohn von Martin Luther, Sprachwissenschaftler und Mediziner                                                                 | Herzog Johann Friedrich II. von Sachsen und Kurfürst August von Sachsen |
|      | Georg Marius                   | 1533–1606         | Mediziner und Naturwissenschaftler in Marburg, Stadtphysikus in Nürnberg                                                    | Kurfürst Ludwig VI. von der Pfalz |
|      | Samuel Eisenmenger             | 1534–1585         | deutscher Mediziner, Theologe und Astrologe                                                                                 | Bischöfe von Speyer und Straßburg, Erzbischof von Köln und Markgraf von Baden |
|      | Sigismund Kohlreuter           | 1534–1599         | Arzt und medizinischer Übersetzer                                                                                           | Johann Casimir von Sachsen-Coburg, Johann Ernst von Sachsen-Eisenach und August von Sachsen |
|      | Paul Heß                       | 1536–1603         | Medizinprofessor in Wittenberg                                                                                              | Herzog Karl II. von Münsterberg-Oels |
|      | Johannes Wittich               | 1537–1596         | Stadtphysicus von Arnstadt                                                                                                  | Grafen von Schwarzburg-Sondershausen |
|      | Johannes Posthius              | 1537–1597         | Dichter und Arzt | Fürstbischof Julius Echter von Mespelbrunn von Würzburg |
|      | Guillaume de Baillou           | 1538–1616         | Französischer Arzt und Begründer der modernen Epidemiologie                                                                 | König Heinrich II. von Frankreich |
|      | Matthias de L’Obel             | 1538–1616         | Flämischer Botaniker und Arzt                                                                                               | König Jakob I. von England |
|      | Oswald Gabelkover              | 1539–1616         | Arzt, Heraldiker und Historiker                                                                                             | Herzog Ludwig der Fromme von Württemberg |
|      | Salomon Alberti                | 1540–1600         | Mediziner und Anatomieprofessor                                                                                             | Herzog Friedrich Wilhelm I. von Sachsen-Weimar |
|      | Balthasar Brunner              | 1540–1610         | Stadtarzt in Halle und Leibarzt der Fürsten von Anhalt                                                                      | Joachim Ernst, Johann Georg I. von Sachsen, Christian I. von Sachsen und August von Sachsen |
|      | Wilhelm Upilio                 | um 1540–1594      | Arzt am Juliusspital, Stadtphysikus in Neustadt/Saale                                                                       | Fürstbischof Julius Echter von Mespelbrunn von Würzburg |
|      | Johann Bauhin                  | 1541–1613         | Schweizer Arzt und Botaniker                                                                                                | Herzog Friedrich I. von Württemberg |
|      | Abraham Portaleone             | 1542–1612         | Italienischer jüdischer Arzt und Schriftsteller                                                                             | Herzöge von Mantua |
|      | Gabriel von Ferrara            | um 1543–1627      | Italienischer Ordensmann, Chirurg und Gründer mehrerer Krankenhäuser                                                        | Herzog Francesco Maria II. della Rovere |
|      | William Gilbert                | 1544–1603         | englischer Arzt und Physiker                                                                                                | Elisabeth I. und Jakob I. von England |
|      | Johannes Mathesius             | 1544–1607         | Medizinprofessor in Wittenberg, Stadtphysikus von Danzig                                                                    | Herzog Barnim X. von Pommern |
|      | Helisäus Röslin                | 1545–1616         | Stadtphysicus von Haguenau, Astrologe, Chronologe und Geograph                                                              | Pfalzgraf Georg Johann I. von Pfalz-Veldenz |
|      | Johannes Pistorius der Jüngere | 1546–1608         | Arzt, Historiker und Theologe                                                                                               | Markgrafen von Baden-Durlach |
|      | Johann Athmstett               | Mitte 16. Jh.     | ab 1577 Studium des artes; Landesphysikus in Oberösterreich                                                                 | Kaiser Rudolf II. in Prag |
|      | Godefridus Steeghius           | 1550–1609         | Niederländischer Mediziner                                                                                                  | Würzburger Fürstbischof Julius Echter von Mespelbrunn, Kaiser Rudolph II. in Prag |
|      | Hermann Neuwalt                | 1550–1611         | Medizinprofessor an der Universität Helmstedt                                                                               | Grafen von Oldenburg |
|      | Peter Monau                    | 1551–1588         | Facharzt für Stomatologie                                                                                                   | Kaiser Rudolf II. |
|      | Franz Hildesheim               | 1551–1613         | Mediziner, Historiker und Dichter                                                                                           | Kurfürst Johann Georg von Brandenburg |
|      | Amthor Schwallenberg           | 1552–1623         | Mediziner, Hoifarzt und Leibarzt                                                                                            | Kurfürst Christian I. von Sachsen |
|      | William Paddy                  | 1554–1634         | englischer Mediziner | Robert Cecil, 1. Earl of Salisbury, Elisabeth I. und Jakob I. von England |
|      | Georg Salmuth                  | 1555–1606         | Leibarzt und Hochschullehrer                                                                                                | Fürst Johann Georg I. von Anhalt-Dessau |
|      | Andreas Dörer                  | 1557–1622         | Mediziner und kursächsischer Leibarzt                                                                                       | Christian II. von Sachsen |
|      | Wilhelm Fabry                  | 1560–1634         | Wundarzt und Begründer der wissenschaftlichen Chirurgie                                                                     | Markgraf Georg Friedrich von Baden-Durlach |
|      | Adriaan van Roomen             | 1561–1615         | Mediziner und Mathematiker, aus Löwen                                                                                       | Fürstbischof Julius Echter von Mespelbrunn von Würzburg |
|      | Thomas Finck                   | 1561–1656         | Mathematiker und Mediziner                                                                                                  | Herzog Philipp von Schleswig-Holstein-Gottorf |
|      | Johann Coppius                 | 1562–1611         | Mediziner und Mathematiker                                                                                                  | Johann Georg I. von Sachsen |
|      | Peter de Spina II.             | 1563–1622         | Medizinprofessor in Heidelberg                                                                                              | Kurfürst Friedrich IV. von der Pfalz |
|      | Johann Bacmeister der Ältere   | 1563–1631         | Universitätsprofessor in Rostock                                                                                            | Herzog Ulrich von Mecklenburg-Güstrow |
|      | Jan Jessenius                  | 1566–1621         | Slowakischer Politiker, Philosoph und Mediziner                                                                             | Kurfürst Christian II. von Sachsen und Kaiser Rudolf II. |
|      | Johannes Hartmann              | 1568–1631         | Arzt und Mathematiker, Rektor der Universität Marburg                                                                       | Landgraf Moritz von Hessen-Kassel |
|      | Martin Ruland der Jüngere      | 1569–1611         | Deutscher Arzt und Alchemist, Begründer der Chemiatrie                                                                      | Kaiser Rudolf II. |
|      | Georg Belzar                   | 1570–1626         | Mediziner und kursächsischer Leibarzt                                                                                       | Kurfürst Christian II. von Sachsen |
|      | Henning Scheunemann            | um 1570 – um 1615 | Deutscher Arzt (Medizintheoretiker) und Alchemist                                                                           | Fürstbischof Johann Philipp von Gebsattel in Bamberg |
|      | Johannes Sturm                 | 1570–1625         | Deutscher Mediziner und Logiker                                                                                             | Herzog Philipp Julius von Pommern |
|      | Joachim Oelhaf                 | 1570–1630         | Anatom und Stadtphysicus in Danzig                                                                                          | König Sigismund III. Wasa |
|      | Paul Weinhart                  | 1570–1648         | Pestarzt in Innsbruck | Erzherzog Maximilians III. von Österreich |
|      | Johannes Fabri                 | 1571–1620         | Mediziner und Hochschullehrer an der Universität Tübingen                                                                   | Leibarzt der Herzöge von Württemberg |
|      | Hippolyt Guarinoni             | 1571–1654         | Stiftsarzt in Hall in Tirol                                                                                                 | Erzherzoginnen Eleonore und Maria Christina; Familie Weinhart zu Thierburg und Volandsegg |
|      | Daniel Sennert                 | 1572–1637         | Arzt und Pionier der Iatrochemie                                                                                            | Kurfürst Johann Georg I. von Sachsen |
|      | Théodore Turquet de Mayerne    | 1573–1655         | Genfer Mediziner | Heinrich IV. von Frankreich und Jakob I. von England |
|      | Jakub Horčický z Tepence       | 1575–1622         | Böhmischer Mediziner, Pharmazeut und Chemiker                                                                               | Kaiser Rudolf II. |
|      | Henning Arnisaeus              | 1575–1636         | Deutscher Mediziner, Philosoph und Politiker und bekannter Reichspublizist                                                  | König Christian IV. von Dänemark und Norwegen |
|      | Angelo Sala                    | 1576–1637         | Feldarzt und Wissenschaftler, Professor in Rostock                                                                          | Herzog Anton Günther von Oldenburg, Graf Ernst von Holstein-Schaumburg, Herzog Johann Albrecht II. von Mecklenburg-Güstrow und Herzog Gustav Adolf von Mecklenburg-Güstrow                                                    |
|      | Petrus Kirstenius              | 1577–1640         | Deutsch-schwedischer Arzt und Philologe                                                                                     | Königin Christina von Schweden |
|      | Gregor Horstius                | 1578–1636         | Deutscher Mediziner und Anatom                                                                                              | Landgraf Ludwig V. von Hessen-Darmstadt |
|      | William Harvey                 | 1578–1657         | Englischer Arzt und Anatom, Entdecker des Blutkreislaufs                                                                    | Königin Elisabeth I. von England |
|      | Sebastian Schobinger           | 1579–1652         | Schweizer Arzt und Bürgermeister von St. Gallen                                                                             | späterer Kaiser Matthias und der Fürstäbte Bernhard Müller und Pius Reher |
|      | Matthäus Bacmeister            | 1580–1626         | Stadtphysicus von Lüneburg                                                                                                  | Herzog August von Sachsen-Lauenburg und König Friedrich III. von Dänemark und Norwegen |
|      | Johann Freitag                 | 1581–1641         | Arzt und Philosoph | Fürstbischof Philipp Sigismund von Braunschweig-Wolfenbüttel |
|      | Johannes Gigas                 | 1582–1637         | Mediziner, Physiker, Mathematiker und Kartograph                                                                            | Kurfürst Ferdinand von Bayern |
|      | Laurentius Hoffmann            | 1582–1630         | Mediziner und Naturforscher.                                                                                                | Kurfürst Johann Georg I. von Sachsen |
|      | Johannes Wanckel               | 1582–1651         | Mediziner | Prinzessin Hedwig von Dänemark |
|      | Donatus von Freywaldt          | 1586–1640         | Professor in Gießen | Erzbischof von Köln Ernst von Bayern (1554–1612), König Christian IV. von Dänemark und Norwegen und Kaiser Matthias |
|      | Théophraste Renaudot           | 1586–1653         | Französischer Arzt und Philanthrop                                                                                          | König Ludwig VIII. von Frankreich |
|      | Adrian von Mynsicht            | um 1588–1638      | Arzt und Chymiater in Mecklenburg                                                                                           | Herzog Julius Ernst zu Braunschweig und Lüneburg, Herzog Adolf Friedrich von Mecklenburg-Schwerin |
|      | Johann Heinrich Meibom         | 1590–1655         | Deutscher Arzt und Professor an der Universität Helmstedt, Stadtphysikus von Lübeck                                         | Bischof von Lübeck |
|      | Peter de Spina III.            | 1592–1655         | Medizinprofessor in Heidelberg                                                                                              | Landgraf Georg II. von Hessen-Darmstadt |
|      | William Davison                | 1593–1669         | schottischer Arzt, Chemiker und Biologe                                                                                     | Ludwig XIII. und Johann II. Kasimir |
|      | Marin Cureau de la Chambre     | 1594–1669         | Französischer Schriftsteller, Philosoph und Mediziner                                                                       | König Ludwig XIV. |
|      | Heinrich II. Erndel            | 1595–1646         | Bayerischer Arzt in Böhmen und Sachsen                                                                                      | Wilhelm Kinsky von Wchinitz und Tettau; Kurfürst Johann Georg I. von Sachsen |
|      | Johannes Marcus Marci          | 1595–1667         | Böhmischer Arzt, Philosoph und Naturwissenschaftler                                                                         | Kaiser Ferdinand III. und Leopold I. |
|      | Johann Rupert Sulzberger       | 1595–1640         | kursächsischer Leibarzt und Hochschullehrer                                                                                 | Kurfürst Johann Georg I. von Sachsen |
|      | Élie Bédé des Fougerais        | 1599–1667         | Französischer Arzt am Königshof                                                                                             | Liselotte von der Pfalz |
|      | Laurentius Pabst               | 1599–1672         | deutsch-österreichischer Mediziner und kursächsischer Leibarzt                                                              | Kurfürst Johann Georg I. von Sachsen |
|      | Carl Bardili                   | 1600–1647         | Medizinprofessor und Rektor in Tübingen                                                                                     | Herzog Eberhard III. von Württemberg |
|      | David Faber                    | vor 1600–1637     | Mediziner und kursächsischer Leibarzt                                                                                       | Kurfürst Johann Georg I. von Sachsen |
|      | Balthasar Hahn                 | vor 1600–1637     | Mediziner und kursächsischer Leibarzt                                                                                       | Kurfürst Johann Georg I. von Sachsen |
|      | Georg Leuschner                | vor 1600–1626     | kursächsischer Leibarzt | Johann Georg I. von Sachsen, August von Sachsen |
|      | Jacob Koch                     | vor 1600–1638     | Mediziner und kursächsischer Leibarzt.                                                                                      | August von Sachsen und Johann Georg I. von Sachsen |
|      | Caspar Suevus                  | vor 1600–1661     | Mediziner und kursächsischer Leibarzt                                                                                       | Kurfürst Johann Georg I. von Sachsen |
|      | Giovanni Battista Seni         | 1600–1656         | Italienischer Astrologe und Mediziner                                                                                       | Herzog und General Wallenstein |
|      | Johann Schröder                | 1600–1664         | Feldarzt und Stadtphysikus in Frankfurt                                                                                     | Landgrafen des Hessischen Hofes |

### 1601 bis 1700
| Bild | Name des Leibarztes                   | Lebensdaten      | Stellung | Betreute Person(en) |
| ---- | ------------------------------------- | ---------------- | --- | --- |
|      | Paul Moth                             | 1600–1670        | Dänischer Arzt | Leibarzt am dänischen Königshaus und für Friedrich III. |
|      | Michael Engelhardt                    | 1601 – nach 1684 | Bibliothekar | Landgrafen von Hessen-Braubach, Landgrafen von Hessen-Kassel |
|      | Albert Menzel                         | † 1632           | Medizinprofessor in Ingolstadt                                                                                         | Herzog Wolfgang Wilhelm von Pfalz-Neuburg |
|      | Christoph Otto Oesler                 | 1602–1657        | Medizinprofessor in Greifswald                                                                                         | Herzog Friedrich III. von Schleswig-Holstein-Gottorf |
|      | Simon Pauli der Jüngere               | 1603–1680        | Universitätsprofessor für Anatomie, Chirurgie, und Botanik in Kopenhagen                                               | Dänisches Königshaus |
|      | Jacob Tappe                           | 1603–1680        | Universitätsprofessor für Medizin der Universität Helmstedt                                                            | Herzog August II. von Braunschweig-Wolfenbüttel |
|      | Jacob Jan                             | 1604–1671        | Mediziner und Leibarzt                                                                                                 | Prinzessin Hedwig von Dänemark, König Christian IV. von Dänemark und Norwegen, Kronprinz Christian von Dänemark                                                  |
|      | Christoph Tinctorius                  | 1604–1662        | deutscher Mediziner und Hochschullehrer in Königsberg                                                                  | kurfürstlich brandenburgischer Leibarzt. |
|      | Martin Weise                          | 1605–1693        | Praktischer Arzt in Berlin                                                                                             | Kurfürsten Georg Wilhelm, Friedrich Wilhelm und Friedrich III. von Brandenburg                                                                                   |
|      | Johannes Michaelis                    | 1606–1667        | Medizinprofessor und Chemiker in Leipzig                                                                               | Herzog Friedrich Wilhelm II. von Sachsen-Altenburg und Kurfürst Friedrich Wilhelm II. von Sachsen-Altenburg                                                      |
|      | Hermann Conring                       | 1606–1681        | Dänischer Arzt und Staatsrat                                                                                           | Königin Christina von Schweden |
|      | Johann Caspar Bauhin                  | 1606–1685        | Schweizer Arzt und Botaniker                                                                                           | Leibarzt der Herzöge von Württemberg und Baden |
|      | Adam Freitag                          | 1608–1650        | Polnischer Kriegsbaumeister und Mediziner                                                                              | Fürst Janusz Radziwiłł |
|      | Franciscus Chemnitz                   | 1609–1656        | Deutscher Mediziner und oberster Militärarzt der schwedischen Armee                                                    | Feldmarschall Carl Gustav Wrangel |
|      | Johann Helwig                         | 1609–1674        | Nürnberger Dichter und Arzt                                                                                            | Bischöfe von Regensburg |
|      | Johann Michael Fehr                   | 1610–1688        | Mediziner und Mitbegründer der Leopoldina                                                                              | Kaiser Leopold I. |
|      | Willem Piso                           | 1611–1678        | Niederländischer Mediziner und Botaniker                                                                               | Graf Johann Moritz von Nassau-Siegen |
|      | Gottfried Möbius                      | 1611–1664        | Medizinprofessor und Rektor der Universität Jena                                                                       | Kurfürst Friedrich Wilhelm von Brandenburg und Herzog Wilhelm von Sachsen-Weimar                                                                                 |
|      | François Blondel                      | 1613–1703        | Belgischer Bade- und Kurarzt                                                                                           | Kurfürst Philipp Christoph von Sötern |
|      | Charles Scarborough                   | 1615–1693        | britischer Arzt und Mathematiker                                                                                       | Karl II. von England und Jakob II. von England |
|      | Joel Langelott                        | 1617–1680        | Mediziner und Alchimist                                                                                                | Herzog Friedrich III. von Schleswig-Holstein-Gottorf und dessen Sohn Christian Albrecht von Schleswig-Holstein-Gottorf                                           |
|      | Georg Faber                           | 1618–1632        | Mediziner und Reisetagebuchverfasser                                                                                   | Landgraf Philipp III. von Hessen-Butzbach |
|      | Laurentius Blumentrost der Ältere     | 1619–1705        | deutscher Mediziner und Gründer des staatlichen Apotheken-Amts in Moskau                                               | Alexei I. von Russland |
|      | Caspar March                          | 1619–1677        | Deutscher Mediziner, Mathematiker und Astronom                                                                         | Kurfürst Friedrich Wilhelm von Brandenburg |
|      | Georg Händel                          | 1622–1697        | Barbier und Wundarzt, Hofchirurg                                                                                       | Herzog Johann Adolf I. von Sachsen-Weißenfels |
|      | Christian Mentzel                     | 1622–1701        | Arzt, Botaniker und Sinologe                                                                                           | Kurfürst Friedrich Wilhelm von Brandenburg |
|      | Paul II. Weinhart                     | 1622–1710        | Erzherzoglicher Rat, seit 1665 „Wesensmedicus“ in Tirol und den Vorlanden                                              | Ezherzog Leopold V. von Habsburg und dessen Sohn Sigismund Franz                                                                                                 |
|      | Sigemund Klose                        | 1623–1702        | Mediziner | Markgrafen Friedrich V., Friedrich VI., Friedrich VII. Magnus |
|      | Michael Heinrich Horn                 | 1623–1681        | Mediziner und Chemiker, Wegbereiter der Chemie an der Universität Leipzig                                              | Kurfürst Johann Georg II. von Sachsen |
|      | Johann Sigismund Elsholtz             | 1623–1688        | Naturforscher, Alchemist und Mediziner                                                                                 | Kurfürst Friedrich Wilhelm von Brandenburg |
|      | Angelus Silesius                      | 1624–1677        | Arzt, Lyriker und Theologe                                                                                             | Herzog Silvius Nimrod von Württemberg-Oels |
|      | Johann Bacmeister der Jüngere         | 1624–1686        | Mediziner und Rektor der Universität Rostock                                                                           | Herzog Johann Georg von Mecklenburg |
|      | Paul Sorbait                          | 1624–1691        | Franco-belgischer Pestarzt, Rhetoriker, Musiker                                                                        | Kaiserwitwe Eleonora Magdalena Gonzaga von Mantua-Nevers |
|      | Conrad Thulemeyer                     | 1625–1683        | Stadtphysicus von Bremen                                                                                               | Landgraf Wilhelm VI. von Hessen-Kassel |
|      | Kaspar Weinhart                       | 1626–1692        | Mediziner | Ezherzog Leopold V. von Habsburg und dessen Sohn Sigismund Franz                                                                                                 |
|      | Johann Matthäus Faber                 | 1626–1702        | Stadtphysicus von Heilbronn                                                                                            | Herzöge des Hauses Württemberg-Neuenstadt |
|      | Marcello Malpighi                     | 1628–1694        | Italienischer Anatom und Pflanzenanatom                                                                                | Papst Innozenz XII. |
|      | Nicolaus Wilhelm Beckers              | 1630–1705        | Mediziner aus Walhorn, damals Spanische Niederlande                                                                    | Kaiser Joseph I. und Karl VI. |
|      | Johann Friedrich Schweitzer           | 1630–1709        | auch bekannt als Johann Friedrich Helvétius, Verfechter der Alchemie                                                   | Prinz Wilhelm III. von Oranien |
|      | Nicolaus Steno                        | 1638–1686        | Dänischer Anatom und Geologe                                                                                           | Großherzog Ferdinando II. de’ Medici |
|      | Guy-Crescent Fagon                    | 1638–1718        | Französischer Arzt und Botaniker                                                                                       | König Ludwig XIV. von Frankreich |
|      | Heinrich III. Erndel                  | 1638–1693        | Arzt, Stadtphysikus aus Dresden, Sohn von Heinrich Erndel (1595–1646), Vater von Christian Heinrich Erndel (1676–1734) | Kurfürsten Johann Georg III. und Johann Georg IV., Prinz Johann Georg zu Sachsen, Prinz Friedrich August zu Sachsen                                              |
|      | Johann Pfeiffer                       | 1639–1684        | deutscher Mediziner | reußischer Hof in Gera |
|      | Elias Rudolf Camerarius               | 1641–1695        | Medizinprofessor in Tübingen                                                                                           | Herzogliche Familie von Württemberg |
|      | Georg Franck von Franckenau           | 1644–1704        | Mediziner und Botaniker                                                                                                | Kurfürst Karl I. Ludwig von der Pfalz |
|      | Johann Nikolaus Pechlin               | 1646–1706        | Deutsch-Niederländischer Mediziner und Prinzenerzieher                                                                 | Herzog Christian Albrecht von Schleswig-Holstein-Gottorf |
|      | Cornelius Bontekoe (Cornelius Dekker) | 1647–1685        | Niederländischer Mediziner, führte Kaffee, Tee und Schokolade am Hofe ein                                              | Kurfürst Friedrich Wilhelm von Brandenburg |
|      | Jan Abraham von Gehema                | 1647–1715        | Heraldiker und Arzt | Herzog Gustav Adolf von Mecklenburg |
|      | Johann Helfrich Jüngken               | 1648–1726        | Stadtphysicus in Frankfurt am Main                                                                                     | Leibarzt der Grafen von Erbach |
|      | Johann Christoph Hert                 | 1649–1731        | hessischer Arzt und Geheimer Rat                                                                                       | Leibarzt der Marie von Oranien-Nassau, Pfalzgräfin von Simmern, Ernst Ludwig (Hessen-Darmstadt, Landgraf), des Erzbischofs von Mainz und Fürstbischofs von Fulda |
|      | Engelbert Kaempfer                    | 1651–1716        | Arzt und Forschungsreisender                                                                                           | Simon Heinrich zur Lippe |
|      | Benjamin Scharff                      | 1651–1702        | Stadtphysicus in Sondershausen                                                                                         | Fürst von Schwarzburg-Sondershausen Christian Wilhelm (Schwarzburg-Sondershausen)                                                                                |
|      | Johann Doläus                         | 1651–1707        | herzoglicher nassauischer Hofarzt                                                                                      | Albertine Agnes von Oranien-Nassau und Karl von Hessen-Kassel |
|      | Christian Vater                       | 1651–1732        | Medizinprofessor an der Universität Wittenberg                                                                         | Fürsten von Anhalt-Zerbst |
|      | Johann Philipp Förtsch                | 1652–1732        | Komponist, Staatsmann und Mediziner                                                                                    | Fürstbischof August Friedrich von Schleswig-Holstein-Gottorf |
|      | Wilhelm Homberg                       | 1652–1715        | Deutscher Naturforscher und Arzt                                                                                       | Herzog Philippe II. de Bourbon, duc d’Orléans |
|      | Tobias Kohen                          | 1652–1729        | Deutsch-Polnischer Arzt und Schriftsteller                                                                             | Tatarenfürst Selim Girig Khan und die Sultane Mehmed IV., Suleiman II., Ahmed II., Mustafa II. und Ahmed III.                                                    |
|      | Bernhard Friedrich Albinus            | 1653–1721        | Deutscher Mediziner | Kurfürsten Friedrich Wilhelm von Brandenburg und Friedrich III. von Preußen                                                                                      |
|      | Johann Konrad Brunner                 | 1653–1727        | Schweizer Arzt | Leibarzt der Kurfürsten der Pfalz Johann Wilhelm und Karl III. Philipp                                                                                           |
|      | Ferdinand Karl Weinhart               | 1654–1716        | Hochschullehrer Innsbruck                                                                                              | Kaiser Joseph I. |
|      | Giovanni Maria Lancisi                | 1654–1720        | Italienischer Mediziner und Naturforscher                                                                              | Papst Innozenz XI. |
|      | Christian Knaut                       | 1656–1716        | Arzt, Botaniker und Bibliothekar                                                                                       | Fürst Emanuel Lebrecht von Anhalt-Köthen |
|      | Nikolaes Heinsius der Jüngere         | 1656–1718        | Holländischer Schriftsteller und Arzt                                                                                  | Königin Christine von Schweden |
|      | Johann Adam Osiander                  | 1659–1708        | Deutscher Professor der Medizin und Physik                                                                             | Herzog Friedrich Karl von Württemberg-Winnental |
|      | Georg Ernst Stahl                     | 1659–1734        | Chemiker, Metallurg und Arzt                                                                                           | König Friedrich Wilhelm I. von Preußen |
|      | Eberhard Bacmeister                   | 1659–1742        | Regierungs- und Konsistorialrat                                                                                        | Christine Charlotte von Württemberg, Christian Eberhard von Ostfriesland, Georg Albrecht von Ostfriesland                                                        |
|      | Konrad Barthold Behrens               | 1660–1736        | Arzt und Historiker | Herzog Anton Ulrich von Braunschweig-Wolfenbüttel |
|      | Friedrich Hoffmann                    | 1660–1742        | deutscher Mediziner | König Friedrich Wilhelm I. von Preußen |
|      | Pierre Seignette                      | 1660–1719        | französischer Arzt und Apotheker                                                                                       | Ludwig XIV. |
|      | Friedrich Gottfried Glück             | 1662–1707        | Stadtphysicus von Güstrow                                                                                              | Herzog Gustav Adolf von Mecklenburg |
|      | Johann Carl Spies                     | 1663–1729        | Professor für Psychologie und Anatomie der Universität Helmstedt                                                       | Herzog August Wilhelm von Braunschweig-Wolfenbüttel |
|      | Siegmund Hahn                         | 1664–1742        | Stadtphysicus von Schweidnitz, Begründer der Hydrotherapie                                                             | Polnischer Thronfolger Jakob Louis Heinrich Sobieski |
|      | Daniel Nebel                          | 1664–1733        | Mediziner, Apotheker und Botaniker                                                                                     | Landgraf Karl von Hessen und Kurfürst Karl Philipp von der Pfalz                                                                                                 |
|      | Johann Heinrich Cohausen              | 1665–1750        | Mediziner und satirischer Schriftsteller                                                                               | Fürstbischöfe Franz Arnold von Wolff-Metternich zur Gracht und Clemens August von Bayern                                                                         |
|      | Johann Conrad Barchusen               | 1666–1723        | Apotheker, Chemiker und Mediziner                                                                                      | Doge von Venedig und Flottenkommandant Francesco Morosini |
|      | Johann Georg Steigerthal              | 1666–1740        | Medizinprofessor in Helmstedt und Mitglied der Royal Society of London                                                 | König Georg I. von Großbritannien |
|      | John Arbuthnot                        | 1667–1735        | Schottischer Arzt, Mathematiker und Schriftsteller                                                                     | Königin Anne von Großbritannien |
|      | Andreas von Gundelsheimer             | 1668–1715        | Arzt, Botaniker und Forschungsreisender                                                                                | König Friedrich I. von Preußen und Friedrich Wilhelm I. von Preußen                                                                                              |
|      | Georg Detharding                      | 1671–1747        | Medizinprofessor in Rostock und Kopenhagen                                                                             | Herzogliche Familie von Mecklenburg |
|      | James Douglas                         | 1675–1742        | Anatom, Chirurg, Geburtshelfer                                                                                         | Königin Anne von Großbritannien |
|      | Johann Samuel Carl                    | 1676–1757        | Württembergischer Mediziner                                                                                            | König Christian VI. von Dänemark und Norwegen |
|      | Christian Heinrich Erndel             | 1676–1734        | Arzt und Botaniker in Dresden und Warschau, Sohn von Heinrich Erndel (1638–1693)                                       | König von Polen und Kurfürst zu Sachsen August II., der Starke von Polen                                                                                         |
|      | Robert Erskine                        | 1677–1718        | Schottischer Mediziner und Präsident der Russischen Akademie der Wissenschaften                                        | Peter der Große |
|      | Johann Heinrich von Heucher           | 1677–1747        | Naturwissenschaftler und Arzt                                                                                          | Kurfürst und König August II., der Starke von Polen |
|      | Brandan Meibom                        | 1678–1740        | Professor der Pathologie, Semiotik und Botanik an der Universität Helmstedt                                            | Herzöge von Wolfenbüttel |
|      | Johann Georg Hasenest                 | 1688–1771        | Stadtphysicus von Ansbach                                                                                              | Leibarzt der Fürsten von Ansbach |
|      | Joachim Daniel von Jauch              | 1688–1754        | Arzt, Ingenieuroffizier, Architekt und Baumeister                                                                      | König August III. von Polen |
|      | Johannes de Gorter                    | 1689–1762        | Niederländischer Stadtarzt von Harderwijk und Professor an der Universität Harderwijk                                  | Kaiserin Elisabeth von Russland |
|      | Johann Theodor Eller                  | 1689–1760        | Preußischer Militärarzt und Chemiker                                                                                   | König Friedrich Wilhelm I. von Preußen und Friedrich I. von Preußen                                                                                              |
|      | Laurentius Blumentrost der Jüngere    | 1692–1755        | deutsch-russischer Mediziner, Mitbegründer der Russischen Akademie der Wissenschaften                                  | Peter der Große |
|      | Jean-Baptiste Sénac                   | 1693–1770        | Französischer Mediziner und Kardiologe                                                                                 | König Ludwig XV. |
|      | Georg Gottlob Richter                 | 1694–1773        | Deutscher Medizinprofessor                                                                                             | Herzog von Schleswig-Holstein-Gottorf und Fürstbischof Adolf Friedrich von Schweden                                                                              |
|      | François Quesnay                      | 1694–1774        | Arzt und Ökonom | Ludwig XV. und Madame de Pompadour |
|      | Daniel Triller                        | 1695–1782        | Deutscher Mediziner und Schriftsteller                                                                                 | Erbprinz Karl von Nassau-Usingen |
|      | Johann Friedrich Ermel                | 1696–1764        | Hofarzt am Dresdner Hof                                                                                                | Kurfürst Friedrich August II. |
|      | Wilhelm Bernhard Nebel                | 1699–1748        | Physiker und Mediziner, Pockenspezialist                                                                               | Kurfürst Karl Philipp von der Pfalz und Kurfürst Karl Theodor von der Pfalz und Bayern                                                                           |
|      | Paul Gottlieb Werlhof                 | 1699–1767        | Arzt und Dichter | Königshof in Hannover |
|      | Gerard van Swieten                    | 1700–1772        | Niederländisch-österreichischer Mediziner                                                                              | Kaiserin Maria Theresia von Österreich |

### 1701 bis 1800
| Bild | Name des Leibarztes                 | Lebensdaten         | Stellung                                                                                       | Betreute Person(en) |
| ---- | ----------------------------------- | ------------------- | ---------------------------------------------------------------------------------------------- | --- |
|      | Anton de Haen                       | 1704–1776           | Österreichisch-niederländischer Mediziner, Fieberforscher                                      | Kaiserin Maria Theresia von Österreich |
|      | Heinrich Lolhöffel von Löwensprung  | 1705–1763           | Polnischer Hofrat und Hofarzt                                                                  | König August III. von Polen |
|      | Carl Friedrich Kaltschmied          | 1706–1769           | Professor der Anatomie, Chirurgie und Botanik an der Universität Jena                          | Herzog von Sachsen-Weimar |
|      | Nils Rosén von Rosenstein           | 1706–1773           | Schwedischer Anatom und Botaniker sowie Rektor der Universität Uppsala                         | König Friedrich von Schweden |
|      | Carl von Linné                      | 1707–1778           | Schwedischer Naturwissenschaftler und Mediziner                                                | König Adolf Friedrich von Schweden |
|      | Albrecht von Haller                 | 1708–1777           | Schweizer Mediziner, Botaniker und Wissenschaftspublizist                                      | König Georg II. von Großbritannien |
|      | Johann Gottfried Brendel            | 1712–1758           | Medizinprofessor an der Universität Göttingen                                                  | Landgraf Wilhelm VIII. von Hessen-Kassel |
|      | Philipp Adolph Böhmer               | 1711–1789           | Professor für Anatomie                                                                         | König Friedrich Wilhelms II. von Preußen |
|      | Johann Leberecht Schmucker          | 1712–1786           | Militärarzt, Chirurg und Fachbuchautor                                                         | König Friedrich der Große von Preußen |
|      | Abraham Bäck                        | 1713–1795           | Schwedischer Mediziner                                                                         | Könige Friedrich von Schweden und Adolf Friedrich von Schweden                                                                                             |
|      | Wilhelm Mac Neven O’Kelly ab Aghrim | 1713 oder 1714–1787 | Arzt und Studiendirektor der medizinischen Fakultät der Karls-Universität Prag                 | Maria Theresia |
|      | Johann Christian Anton Theden       | 1714–1797           | Preußischer Naturforscher, Militärarzt, Chirurg und Fachbuchautor                              | König Friedrich der Große von Preußen |
|      | Christian Heinrich Hänel            | 1715–1777           | Mediziner, Hofrat und Generalstabsmedicus                                                      | Kurfürsten von Sachsen |
|      | Louis Guillaume Le Monnier          | 1717–1799           | Französischer Botaniker und Mykologe                                                           | König Ludwig XV. |
|      | Kasimir Christoph Schmidel          | 1718–1792           | Erlanger Arzt und Botaniker                                                                    | Markgraf Karl Alexander von Brandenburg-Ansbach |
|      | Johann Christian Hebenstreit        | 1720–1795           | Arzt und Botaniker                                                                             | Graf und Ataman Kirill Rasumowski |
|      | Christoph Ludwig Hoffmann           | 1721–1807           | Mediziner und Philosoph, Erfinder eines optisch-mechanischen Telegraphen                       | Kurfürst von Köln und Bischof von Münster |
|      | Johann Christian Wilhelm Verpoorten | 1721–1792           | Mediziner und Hofrat                                                                           | Karl zu Mecklenburg und Adolf Friedrich IV. von Mecklenburg                                                                                                |
|      | Johann Carl Wilhelm Moehsen         | 1722–1795           | Mediziner und Mitglied der Berliner Aufklärung und der Geheimen Berliner Mittwochsgesellschaft | König Friedrich der Große |
|      | Jean-François Cap(p)eron            | 1722(?)–1763        | Zahnarzt                                                                                       | König Ludwig XV. |
|      | Johann Just von Berger              | 1723–1791           | deutsch-dänischer Arzt                                                                         | Christian VII. von Dänemark und Norwegen |
|      | Johann Georg Hopfengärtner          | 1724–1796           | Mediziner                                                                                      | Herzog Carl Eugen von Württemberg |
|      | Polykarp Friedrich von Leyser       | 1724–1795           | Deutscher Mediziner und Königlich-Großbritannischer Hofrat                                     | Prinzessin Caroline Mathilde von Großbritannien, Irland und Hannover                                                                                       |
|      | Johann Georg Roederer               | 1726–1763           | Gynäkologe an der Universität Göttingen                                                        | König Georg II. von Großbritannien |
|      | Johann Georg Zimmermann             | 1728–1795           | Schweizer Arzt, Philosoph und Schriftsteller                                                   | König Georg III. von Hannover |
|      | Giovanni Alessandro Brambilla       | 1728–1800           | Italienischer Arzt und Chirurg                                                                 | Kaiser Joseph II. |
|      | Noël Martin Joseph de Necker        | 1729–1793           | Deutsch-französischer Arzt und Botaniker                                                       | Kurfürsten von der Pfalz |
|      | Anton von Störck                    | 1731–1803           | Österreichischer Mediziner und Hochschullehrer                                                 | Kaiserin Maria Theresia von Österreich |
|      | Joseph von Quarin                   | 1733–1814           | Österreichischer Arzt und Sanitätsrat                                                          | Kaiserliche Familie |
|      | Paul Joseph Barthez                 | 1734–1806           | Französischer Mediziner und Kanzler der Sorbonne                                               | Herzog von Orléans |
|      | Peter Wilhelm Josef de Gynetti      | 1735–1804           | Mediziner und Geheimrat                                                                        | Kurkölnische Kurfürsten |
|      | Johann Friedrich Struensee          | 1737–1772           | Deutscher Arzt und Minister am dänischen Hof                                                   | König Christian VI. von Dänemark und Norwegen |
|      | Wilhelm Bernhard Trommsdorff        | 1738–1782           | Mediziner, Chemiker, Apotheker und Botaniker                                                   | Statthalter Karl Theodor von Dalberg |
|      | Ernst Gottfried Baldinger           | 1738–1804           | Medizinprofessor in Göttingen                                                                  | Landgraf Friedrich II. von Hessen-Kassel |
|      | Joseph-Ignace Guillotin             | 1738–1814           | Französischer Arzt und Politiker, Erfinder der Guillotine                                      | Französische Königsfamilie |
|      | Friedrich von Wendt                 | 1738–1818           | Mediziner und Molekularbiologe                                                                 | Fürstenhaus von Anhalt |
|      | Christian Friedrich von Jäger       | 1739–1808           | Mediziner und Naturforscher                                                                    | Herzog Carl Eugen von Württemberg und König Friedrich I. von Württemberg                                                                                   |
|      | Heinrich August Wrisberg            | 1739–1808           | Gynäkologe und Direktor an der Universität Göttingen                                           | Fürstenhaus Nassau-Weilburg |
|      | Peter Ludolph Spangenberg           | 1740–1794           | deutscher Mediziner und Hochschullehrer.                                                       | Friedrich von Mecklenburg und Louise Friederike von Württemberg                                                                                            |
|      | Maximilian Stoll                    | 1742–1787           | Deutsch-österreichischer Arzt, Leiter der Wiener Klinik                                        | Fürst Wenzel Anton Kaunitz |
|      | Melchior Adam Weikard               | 1742–1803           | Arzt und Philosoph                                                                             | Fürstbischof Heinrich von Bibra und Karl Theodor von Dalberg sowie Zar Paul von Russland                                                                   |
|      | Urban Bruun Aaskow                  | 1742–1806           | Dänischer Mediziner                                                                            | Königin Juliane Marie von Dänemark |
|      | August Gottlieb Richter             | 1742–1812           | Chirurg und Autor                                                                              | König Georg III. von Hannover |
|      | Johan Rudolph Deiman                | 1743–1808           | Deutsch-niederländischer Mediziner und Chemiker                                                | König Ludwig Napoléon von Holland |
|      | James Nooth                         | 1743–1814           | Englischer Chirurg                                                                             | Herzog von Kent |
|      | Philipp Fischer                     | 1744–1800           | Universitätsprofessor in Ingolstadt und Medizinalrat                                           | Kurfürst Maximilian III. Joseph von Bayern |
|      | Moritz Gerhard Thilenius            | 1745–1808           | Deutscher Arzt und Balneologe                                                                  | Herzog Friedrich August von Nassau-Usingen |
|      | Johann Peter Frank                  | 1745–1821           | Arzt und Begründer der öffentlichen Hygiene                                                    | Zar Alexander I. von Russland |
|      | Joseph Barth                        | 1746–1818           | Österreichischer Ordinarius für Anatomie und Augenheilkunde an der Universität Wien            | Kaiser Joseph II. |
|      | Johann Christoph Andreas Mayer      | 1747–1801           | Deutscher Anatom und Botaniker                                                                 | König Friedrich der Große |
|      | Marcus Herz                         | 1747–1803           | Arzt und Philosoph                                                                             | Fürsten von Waldeck |
|      | Félix Vicq d’Azyr                   | 1748–1794           | Neuroanatom                                                                                    | Marie-Antoinette |
|      | Christian Gottlieb Selle            | 1748–1800           | Berliner Mediziner und Philosoph                                                               | König Friedrich der Große |
|      | Christian Ehrenfried Weigel         | 1748–1831           | Deutscher Mediziner, Botaniker und Chemiker                                                    | Schwedisches Königshaus |
|      | Franz Joseph von Besnard            | 1749–1814           | Arzt, Medizinalrat, Fachbuchautor                                                              | König Max I. Joseph von Bayern |
|      | Christoph Casimir Lerche            | 1749–1825           | Generalstabsarzt                                                                               | Kaiser Alexander I. |
|      | Johann Goercke                      | 1750–1822           | Militärarzt, Chirurg und Fachbuchautor, Gründer und Rektor der Militärarzt-Akademie Pépinière  | König Friedrich der Große von Preußen |
|      | Johann David Schoepf                | 1752–1800           | Arzt, Botaniker, Zoologe und Naturforscher                                                     | Markgraf Karl Alexander von Brandenburg-Ansbach |
|      | Johann Friedrich Ernst Albrecht     | 1752–1814           | Arzt und Schriftsteller                                                                        | Grafenfamilie Manteuffel |
|      | Johann Hubertus                     | 1752–1828           | Chirurg und Stabsarzt, Mitglied des Josephinums                                                | Erzherzog Karl von Österreich-Teschen |
|      | Albrecht Daniel Thaer               | 1752–1828           | Arzt und Begründer der Agrarwissenschaft                                                       | König Georg III. des Vereinigten Königreichs |
|      | Philipp Jacob Piderit               | 1753–1817           | Mediziner in Kassel                                                                            | Kurfürst Wilhelm I. von Hessen-Kassel |
|      | Johann Christian Stark der Ältere   | 1753–1811           | Deutscher Gynäkologe und Psychiater                                                            | Herzogin Anna Amalia von Braunschweig-Wolfenbüttel, Herzog Karl August von Sachsen-Weimar-Eisenach sowie Johann Wolfgang von Goethe und Friedrich Schiller |
|      | Carl Ferdinand Suadicani            | 1753–1824           | Schleswig-Holsteinischer Arzt und Irrenarzt                                                    | Herzog Friedrich Christian von Augustenburg und Dänisches Königshaus                                                                                       |
|      | Justus Christian Loder              | 1753–1832           | Anatom und Chirurg                                                                             | Zar Alexander I. von Russland |
|      | Christoph Friedrich Hellwag         | 1754–1835           | Stadt- und Landphysikus von Eutin                                                              | Großherzog Peter I. von Oldenburg |
|      | Bernhard Christoph Faust            | 1755–1842           | Deutscher Mediziner und Begründer der Sonnenbaulehre                                           | Fürstin Juliane von Hessen-Philippsthal |
|      | Samuel Hahnemann                    | 1755–1843           | Begründer der Homöopathie                                                                      | Kaiserin Maria Theresia von Österreich und Herzog Ferdinand Friedrich von Anhalt-Köthen                                                                    |
|      | Jean-Nicolas Corvisart              | 1755–1821           | Französischer Mediziner                                                                        | Kaiser Napoleon Bonaparte |
|      | Johann Christian Reil               | 1759–1813           | Medizinprofessor in Halle (Saale) und Berlin                                                   | Johann Wolfgang von Goethe |
|      | Bernhard Joseph von Hartz           | 1760–1829           | Arzt, königlich-bayrischer geheimer Rat                                                        | König Max I. Joseph von Bayern |
|      | Andreas Joseph von Stifft           | 1760–1836           | Österreichischer Mediziner und Wiener Stadtphysicus                                            | Kaiser Franz II. |
|      | Georg von Wedekind                  | 1761–1831           | Arzt und Revolutionär, Mitbegründer der Mainzer Republik                                       | Kurfürst Friedrich Karl Joseph von Erthal |
|      | Christoph Wilhelm Hufeland          | 1762–1836           | Vertreter des Vitalismus und Begründer der Makrobiotik                                         | königliche Familie von Friedrich Wilhelm III. von Preußen                                                                                                  |
|      | Joachim Dietrich Brandis            | 1762–1845           | Deutscher Arzt und Apotheker                                                                   | Königin von Dänemark Maria von Hessen-Kassel |
|      | Wilhelm Friedrich Domeier           | 1763–1815           | hannoveranischer Hofarzt                                                                       | Edward Augustus, Duke of Kent and Strathearn und Augustus Frederick, 1. Duke of Sussex                                                                     |
|      | Johann Valentin Hildenbrand         | 1763–1818           | Österreichischer Mediziner                                                                     | Grafen von Mniszek |
|      | Wilhelm Heinrich Reichenbach        | 1763–1843           | Deutscher Arzt und Chirurg                                                                     | Herzog Friedrich Eugen von Württemberg |
|      | Leopold Anton Gölis                 | 1764–1827           | Österreichischer Kinderarzt und Sanitätsrat                                                    | Kronprinz Napoleon Franz Bonaparte |
|      | Alexandre-Urbain Yvan               | 1765–1839           | Französischer Chirurg                                                                          | Leibchirurg Napoleon Bonapartes |
|      | Dominique Jean Larrey               | 1766–1842           | Französischer Militärarzt und Chirurg                                                          | Kaiser Napoleon Bonaparte |
|      | Johann Stieglitz                    | 1767–1840           | jüdisch-christlicher Direktor des Obermedizinalkollegiums Hannover                             | Königliche Familie in Hannover |
|      | Johann Wilhelm von Wiebel           | 1767–1847           | Preußischer Geheimer Medizinalrat                                                              | König Friedrich Wilhelm IV. |
|      | Jean-Louis Alibert                  | 1768–1837           | Französischer Mediziner und Begründer der Dermatologie in Frankreich                           | König Ludwig XVIII. |
|      | Astley Paston Cooper                | 1768–1841           | Englischer Wundarzt und Chirurg                                                                | König Georg IV. und Königin Victoria |
|      | James Wylie                         | 1768–1854           | Russischer Militärarzt schottischer Herkunft                                                   | Russische Zaren Paul I., Alexander I. und Nikolaus I. |
|      | Christian Johann Klett              | 1770–1823           | Stadtphysicus von Heilbronn                                                                    | Grafen von Erbach |
|      | Friedrich Ludwig Kreysig            | 1770–1839           | Mediziner, Botaniker und Musikwissenschaftler                                                  | König August von Sachsen |
|      | Johann Hermann Becker               | 1770–1848           | Badearzt in Doberan                                                                            | Großherzogliche Familie von Mecklenburg |
|      | Konrad Joseph Kilian                | 1771–1811           | naturphilosophischer Arzt                                                                      | Alexander I. (Russland) (1810–1811) |
|      | Friedrich August Lehr               | 1771–1831           | Obermedizinalrat der Nassauischen Landesregierung                                              | Herzog Wilhelm I. von Nassau |
|      | Franz Wirer von Rettenbach          | 1771–1844           | Professor an der Medizinischen Universität Wien und Rektor der Universität Wien                | Kaiser Franz Joseph I. von Österreich-Ungarn |
|      | Johann David Wilhelm Sachse         | 1772–1860           | Geheimer Medizinalrat und Leibarzt                                                             | Großherzog Friedrich Franz I. von Mecklenburg |
|      | Luigi Rolando                       | 1773–1831           | Italienischer Anatom und Physiologe                                                            | Familie von König Vittorio Emanuele I. |
|      | Ferdinand Franz von Hessert         | 1774–1839           | Arzt, Chirurg, Professor                                                                       | Großherzog Ludwig I. von Hessen und bei Rhein |
|      | Johann Nepomuk Rust                 | 1775–1840           | Geheimer Medizinalrat und Leiter der Charité                                                   | König Friedrich Wilhelm IV. von Preußen |
|      | Johann Malfatti                     | 1775–1859           | Italienisch-österreichischer Mediziner                                                         | Erzherzog Karl von Österreich-Teschen |
|      | Karl Joseph Ringelmann              | 1776–1854           | Chirurg, Professor für Mund- und Zahnkrankheiten, Leibzahnarzt                                 | Maximilian I. Joseph (Bayern) |
|      | Johann Heinrich Kopp                | 1777–1858           | Arzt und Naturforscher, Gründer der Wettauer Gesellschaft für Naturkunde                       | Kurfürsten von Hessen |
|      | Carl Bernhard Trinius               | 1778–1844           | Arzt, Dichter und Botaniker                                                                    | Zar Alexander II. von Russland |
|      | Christoph Hartung                   | 1779–1853           | Österreichischer Mediziner und Homöopath                                                       | Feldmarschall Graf v. Radetzky und Kaiserin Marie-Louise von Österreich                                                                                    |
|      | Ludwig Friedrich von Froriep        | 1779–1847           | Anatom, Chirurg und Verleger                                                                   | König Friedrich I. von Württemberg |
|      | Johann Nepomuk von Raimann          | 1780–1847           | Österreichischer Mediziner und Pathologe                                                       | Kaiser Franz II. und Kaiser Ferdinand I. |
|      | Carl Hohnbaum                       | 1780–1855           | Deutscher Arzt und Publizist                                                                   | Herzog Friedrich von Sachsen-Altenburg |
|      | Martin Hinrich Lichtenstein         | 1780–1857           | Arzt, Forscher und Zoologe                                                                     | Gouverneur vom Kap der Guten Hoffnung |
|      | Heinrich von Martius                | 1781–1831           | Leibarzt Russischer Fürsten                                                                    | Fürst Wolchonsky, Fürst Trubezkoi, Fürst Dolgoruki, Graf Alexei Kyrillowitsch Rasumowski                                                                   |
|      | Philipp Franz von Walther           | 1782–1849           | Chirurg und Augenarzt                                                                          | König Ludwig I. von Bayern |
|      | Ludwig Levin Jacobson               | 1783–1843           | Dänisch-jüdischer Mediziner, Regimentschirurg                                                  | Königliche Familie |
|      | David Ferdinand Koreff              | 1783–1851           | Schriftsteller und Mediziner                                                                   | König Friedrich Wilhelm III. von Preußen und Staatskanzler Karl August von Hardenberg                                                                      |
|      | Joseph Liboschitz                   | 1783–1824           | litauischer Arzt und Naturforscher                                                             | Alexander I. von Russland |
|      | Friedrich Jäger von Jaxtthal        | 1784–1871           | Österreichischer Augenarzt                                                                     | Fürst Klemens Wenzel Lothar von Metternich |
|      | Johann Nepomuk von Ringseis         | 1785–1880           | Medizinprofessor in München                                                                    | Kronprinz Ludwig I. von Bayern |
|      | Johann Karl Ruppius                 | 1786–1866           | Anatomieprofessor in Gotha                                                                     | Herzog Friedrich von Sachsen-Altenburg |
|      | Franz Reisinger                     | 1787–1855           | Chirurg und Hochschullehrer in Erlangen                                                        | Kurfürst Clemens Wenzeslaus von Sachsen |
|      | Christian Friedrich von Stockmar    | 1787–1863           | Militärarzt und Staatsmann                                                                     | Prinz Leopold von Coburg, der spätere belgische König |
|      | Ioannis Kolettis                    | vor 1788–1847       | Griechischer Politiker und Arzt                                                                | Osmanischer Pascha Tepedelenli |
|      | Carl Gustav Carus                   | 1789–1869           | Gynäkologe, Pathologe, Psychologe, Maler und Naturphilosoph                                    | Könige Anton von Sachsen und Friedrich August II. von Sachsen                                                                                              |
|      | Wilhelm von Ludwig                  | 1790–1865           | Medizinprofessor in Tübingen, Spezialist für Pockenerkrankungen                                | König Wilhelm I. von Württemberg |
|      | Louis Joseph Seutin                 | 1793–1862           | Belgischer Arzt und Chirurg                                                                    | König Leopold I. von Belgien |
|      | Johann Lukas Schönlein              | 1793–1864           | deutscher Mediziner aus Bamberg                                                                | König Friedrich Wilhelm IV. von Preußen |
|      | John Polidori                       | 1795–1821           | Englischer Schriftsteller und Arzt                                                             | Dichter Lord George Gordon Byron |
|      | Henri-Christophe Rieken             | 1797–1875           | deutsch-belgischer Arzt und Beamter                                                            | Leopold I., König der Belgier |
|      | Karl Piderit                        | 1797–1876           | Mediziner und Gründer des Landeskrankenhauses in Detmold                                       | Fürstlich-Lippischer Leibarzt |
|      | Carl Vogel                          | 1798–1864           | geheimer Hofrat und herzoglicher Leibarzt in Weimar                                            | Carl August und Carl Friedrich von Sachsen-Weimar-Eisenach sowie Johann Wolfgang von Goethe                                                                |
|      | John Milton Bernhisel               | 1799–1881           | US-amerikanischer Politiker und Mediziner                                                      | Mormonenführer Joseph Smith |
|      | Harry von Haurowitz                 | 1799–1882           | Schiffsarzt und Generalinspekteur des Sanitätswesens der russischen Marine                     | Großfürst Konstantin Nikolajewitsch Romanow |
|      | Clemens August Alertz               | 1800–1866           | Militärchirurg in Bonn und Kreisphysikus in Aachen                                             | Papst Pius IX. |
|      | Friedrich Daniel Erhard             | 1800–1879           | Gerichtsmediziner, Bezirks- und Badearzt                                                       | Fürst Karl zu Leiningen |

### 1801 bis 1900
| Bild | Name des Leibarztes                  | Lebensdaten | Stellung | Betreute Person(en)                                                            |
| ---- | ------------------------------------ | ----------- | --- | ------------------------------------------------------------------------------ |
|      | Dominic John Corrigan                | 1802–1880   | Irischer Arzt | Königin Viktoria                                                               |
|      | Franz Xaver von Gietl                | 1803–1888   | Direktor des Städtischen Krankenhauses links der Isar, Typhus- und Choleraspezialist                                       | Kronprinz Maximilian II. Joseph von Bayern                                     |
|      | Heinrich Gottfried Grimm             | 1804–1884   | Preußischer Generalstabsarzt                                                                                               | König Friedrich Wilhelm IV. von Preußen und Wilhelm I. von Deutschland         |
|      | Carl von Bloedau                     | 1804–1886   | Sondershausener Chirurg und Geheimrat                                                                                      | Fürst Günther Friedrich Carl II. (Schwarzburg-Sondershausen)                   |
|      | Josef von Wurzian                    | 1806–1858   | Österreichischer Militärarzt                                                                                               | Feldmarschall Josef Wenzel Radetzky von Radetz                                 |
|      | Johann Heinrich Ferdinand Autenrieth | 1772–1835   | Professor an der Universität Tübingen, Gründer des Universitätsklinikums Tübingen                                          | König Wilhelm I. von Württemberg                                               |
|      | Gustav von Lauer                     | 1808–1889   | Preußischer Generalstabsarzt                                                                                               | Kaiser Wilhelm I.                                                              |
|      | Josef von Löschner                   | 1809–1888   | Balneologe | Kaiser Franz Joseph I. von Österreich-Ungarn                                   |
|      | Max Joseph Schleiß von Löwenfeld     | 1809–1897   | Arzt | Ludwig II. (Bayern)                                                            |
|      | Karl Ewald Hasse                     | 1810–1902   | Professor für Pathologie                                                                                                   | Graf Stroganow                                                                 |
|      | Carl Gerster                         | 1813–1892   | Arzt, Homöopath und Mitbegründer des Deutschen Sängerbundes                                                                | Fürst Carl von Löwenstein-Wertheim-Rosenberg                                   |
|      | William Gull                         | 1816–1890   | Britischer Mediziner | Englisches Königshaus                                                          |
|      | Edward Sieveking                     | 1816–1904   | Englischer Mediziner und Gründer eines Kinderkrankenhauses                                                                 | König Eduard VII. und Königin Viktoria                                         |
|      | Wilhelm Griesinger                   | 1817–1868   | deutscher Psychiater und Internist                                                                                         | König Abbas I. Pascha von Ägypten                                              |
|      | Jakob Eduard Polak                   | 1818–1891   | Österreichischer Arzt und Ethnograph, Begründer einer modernen Medizin in Persien                                          | Schah Naser ad-Din                                                             |
|      | John Eric Erichsen                   | 1818–1896   | Dänischer Mediziner | Königin Viktoria von England                                                   |
|      | Karl Aberle                          | 1818–1892   | Österreichischer Mediziner und Mitbegründer des Museums Carolino-Augusteum und der Gesellschaft für Salzburger Landeskunde | Deutsche Kaiserin Karolina Augusta von Sachsen-Weimar-Eisenach                 |
|      | Erhard Hartung von Hartungen         | 1819–1893   | Österreichischer Mediziner und Homöopath                                                                                   | König Georg V. von Hannover                                                    |
|      | Felix von Niemeyer                   | 1820–1871   | Arzt und Gründer der Medizinischen Gesellschaft zu Magdeburg                                                               | Württembergisches Königshaus                                                   |
|      | Thomas Wiltberger Evans              | 1823–1897   | Leibzahnarzt | Napoleon III., Zahnarzt des französischen Kaiserhauses                         |
|      | Friedrich Wilhelm Beneke             | 1824–1882   | Professor für Anatomie und Pathologie in Marburg                                                                           | Großherzog von Oldenburg                                                       |
|      | Hugo Stöhr                           | 1830–1901   | Deutscher Frauen- und Badearzt                                                                                             | Fürst Adolf von Löwenstein-Wertheim-Freudenberg                                |
|      | Gerhard Rohlfs                       | 1831–1896   | Arzt und Afrikaforscher | Sultan Sidi Muhammad IV.                                                       |
|      | Sergei Petrowitsch Botkin            | 1832–1889   | Russischer Arzt, Pionier auf dem Gebiet der medizinischen Praxis und Ausbildung in Russland                                | Zaren Alexander II. und Alexander III. von Russland                            |
|      | Gustav Nachtigal                     | 1834–1885   | Afrikaforscher und Mediziner                                                                                               | Beys am Hofe von Tunis                                                         |
|      | Alfred Fiedler                       | 1835–1921   | Pathologe und Internist, Leiter der Chirurgisch-Medicinischen Akademie Dresden                                             | Sächsisches Königshaus                                                         |
|      | Emil Ludwig Schmidt                  | 1837–1906   | Anthropologe und Ethnologe                                                                                                 | Industrieller Alfred Krupp                                                     |
|      | Joseph Bell                          | 1837–1911   | Schottischer Kinderarzt, Chirurg und Militärarzt, Pionier der Forensik                                                     | Königin Victoria                                                               |
|      | Samuel Siegfried Karl von Basch      | 1837–1905   | Jüdischer Pathologe und Physiologe                                                                                         | Erzherzog Maximilian I. von Mexiko                                             |
|      | Ludwig Mayer                         | 1839–1878   | Chirurg und Ohrenfacharzt                                                                                                  | Herzog von Bayern                                                              |
|      | Eduard Albert                        | 1841–1900   | Böhmisch-österreichischer Chirurg und Übersetzer                                                                           | Landespräsident Eduard Taaffe und Kaiser Franz Joseph I. von Österreich-Ungarn |
|      | Nuur ud-Din                          | 1841–1914   | Mediziner, Theologe und Khalifat ul-Massih                                                                                 | Maharajas                                                                      |
|      | Joseph von Kerzl                     | 1841–1919   | österreichischer Offizier und Medizine                                                                                     | Kaiser Franz Joseph I.                                                         |
|      | Vladan Đorđević                      | 1844–1930   | Serbischer Mediziner, Autor sowie Ministerpräsident                                                                        | Fürst Milan I. von Serbien                                                     |
|      | Thomas Barlow                        | 1845–1945   | Britischer Professor für Kinderheilkunde und Innere Medizin                                                                | Königin Viktoria, König Eduard VII. und Georg V.                               |
|      | Berthold von Fetzer                  | 1846–1931   | Mediziner und Generalarzt à la suite                                                                                       | Karl und Wilhelm II. von Württemberg                                           |
|      | Erwin Bälz                           | 1849–1913   | Internist und Anthropologe, Mitbegründer der modernen Medizin in Japan                                                     | Kaiserliche Familie Japans                                                     |
|      | Ottmar von Angerer                   | 1850–1918   | Chirurg und Generalarzt | Prinz Luitpold von Bayern und König Ludwig III. von Bayern                     |
|      | William A. Sturge                    | 1850–1919   | Englischer Arzt und Archäologe                                                                                             | Königin Viktoria                                                               |
|      | Friedrich Martius                    | 1850–1923   | Deutscher Internist | Großherzog Friedrich Wilhelm II. von Sachsen-Altenburg                         |
|      | Ernst Schweninger                    | 1850–1924   | Arzt und Medizinhistoriker                                                                                                 | Reichskanzler Otto von Bismarck                                                |
|      | Themistocles Gluck                   | 1853–1942   | Deutsch-rumänischer Chirurg                                                                                                | König Karl I. von Rumänien                                                     |
|      | Gustav Adolf Balthasar von Hößlin    | 1854–1925   | Praktischer Arzt | König Ludwig III. von Bayern                                                   |
|      | Franz Paul Hoferer                   | 1854–1939   | Kgl. Bayerischer Hofrat | Luitpold von Bayern und Ludwig III. von Bayern                                 |
|      | Axel Munthe                          | 1857–1949   | Schwedischer Arzt und Autor                                                                                                | Königin Viktoria                                                               |
|      | Friedrich von Ilberg                 | 1858–1916   | Preußischer General- und Militärarzt                                                                                       | Kaiser Wilhelm II                                                              |
|      | Otto von Niedner                     |             | Oberstabsarzt | Kaiser Wilhelm II                                                              |
|      | Leonard Wood                         | 1860–1927   | Militärarzt und Generalgouverneur der Philippinen                                                                          | US-Präsidenten Grover Cleveland und William McKinley                           |
|      | Friedrich Spielhagen                 | 1864–1931   | Deutscher Mediziner | Victoria von Großbritannien und Irland (1840–1901)                             |
|      | Victor Eisenmenger                   | 1864–1932   | Österreichischer Mediziner                                                                                                 | Kaiser Franz Joseph I. von Österreich-Ungarn                                   |
|      | Jewgeni Sergejewitsch Botkin         | 1865–1918   | Russischer Mediziner, Spezialist für Hämophilie                                                                            | Zar Nikolaus II. von Russland und seine Familie                                |
|      | Paul Sotier                          | 1876–1950   | Deutscher Mediziner und Sanitätsrat                                                                                        | Kaiser Wilhelm II. von Deutschland in seinem Exil in Doorn                     |
|      | Cary Travers Grayson                 | 1878–1938   | Amerikanischer Konteradmiral und Sanitätsarzt                                                                              | Präsidenten Theodore Roosevelt, William Howard Taft und Woodrow Wilson         |
|      | Hugo Blaschke                        | 1881–1959   | Dentist, Brigadeführer und Generalmajor der Waffen-SS, Leibzahnarzt                                                        | Adolf Hitler                                                                   |
|      | Charles Wilson, 1. Baron Moran       | 1882–1977   | Britischer Mediziner und Präsident des Royal College of Physicians of Edinburgh                                            | Premierminister Sir Winston Churchill                                          |
|      | Theo Morell                          | 1886–1948   | Urologe | Adolf Hitler                                                                   |
|      | Carltheo Zeitschel                   | 1893–1945   | Arzt, Nationalsozialist und Diplomat                                                                                       | Kaiser Wilhelm II. von Deutschland im Doorner Exil                             |
|      | Karl Gebhardt                        | 1897–1948   | Freikorpskämpfer und Chirurg                                                                                               | Reichsminister Heinrich Himmler                                                |
|      | Max Schur                            | 1897–1969   | Ukrainischer Arzt und Psychoanalytiker                                                                                     | Sigmund Freud                                                                  |
|      | José María Cañadas Bueno             | 1897–1975   | Spanischer Gynäkologe und Anatom                                                                                           | Prinz Albert I. von Monaco                                                     |
|      | Stewart Duke-Elder                   | 1898–1978   | Britischer Augenarzt | Königin Elisabeth II.                                                          |
|      | Felix Kersten                        | 1898–1960   | Mediziner und Masseur | Reichsführer SS Heinrich Himmler                                               |

### Ab 1901
| Bild | Name des Leibarztes           | Lebensdaten | Stellung                                                                                           | Betreute Person(en)                                     |
| ---- | ----------------------------- | ----------- | -------------------------------------------------------------------------------------------------- | ------------------------------------------------------- |
|      | Karl Brandt                   | 1904–1948   | deutscher Chirurg                                                                                  | Adolf Hitler                                            |
|      | Wilhelm Föllmer               | 1908–2007   | deutscher Gynäkologe                                                                               | Fatima el-Sharif, Königin von Libyen                    |
|      | Helga Mucke-Wittbrodt         | 1910–1999   | Ärztliche Direktorin des Regierungskrankenhauses der DDR (1949–1988)                               | Staats- und Parteichef Erich Honecker                   |
|      | Medhat Sheikh el-Ard          | 1920–2001   | Saudi-arabischer Mediziner und Diplomat                                                            | König Saud ibn Abd al-Aziz                              |
|      | Li Zhisui                     | 1920–1995   | Arzt und Mao-Biograph                                                                              | Chinesischer Staatspräsident Mao Tse Tung               |
|      | Tendzin Chödrag               | 1922–2001   | Tibetischer Arzt und Autor                                                                         | 14. Dalai Lama                                          |
|      | Renato Buzzonetti             | * 1924      | Direktor für Gesundheit und Hygiene des Staates der Vatikanstadt                                   | Papst Johannes Paul II.                                 |
|      | Max-Hermann Hörder            | 1925–1996   | Internist, Tropenmediziner und Hämatologe; Chefarzt am Bethesdakrankenhaus Ulm                     | Saudi-arabischer König Saud ibn Abd al-Aziz und Familie |
|      | Alfred Bonnici                | * 1934      | Maltesischer Mediziner, Politiker der Nationalist Party                                            | Premierminister Ġorġ Borg Olivier                       |
|      | Tom Waddell                   | 1937–1987   | US-amerikanischer Arzt, Olympiateilnehmer und Aktivist für die schwul-lesbische Gleichberechtigung | Saudische Königsfamilie                                 |
|      | Jürgen Austenat               | * 1940 †    | Internist, Chefarzt im Regierungskrankenhaus der DDR                                               | Ministerpräsident DDR Willi Stoph                       |
|      | Ibrahim Abdel Sattar al-Basri | * 1942      | Arzt; nach Saddams Tod auch Politiker und Parteigründer                                            | Irakischer Staatspräsident Saddam Hussein               |
|      | Conrad Murray                 | * 1953      | US-amerikanischer Kardiologe                                                                       | Popsänger Michael Jackson                               |
|      | Gurbanguly Berdimuhamedow     | * 1957      | Turkmenischer Zahnarzt und Politiker, Staats- und Regierungschef von Turkmenistan                  | Staatschef Saparmyrat Nyýazow                           |
|      | Ronny L. Jackson              | * 1967      | US-amerikanischer Arzt und ehemaliger Konteradmiral                                                | US-Präsidenten Barack Obama und Donald Trump            |